# KRTAP1-4
KRTAP1-4 (англ. Keratin associated protein 1-4) – білок, який кодується однойменним геном, розташованим у людей на 17-й хромосомі. Довжина поліпептидного ланцюга білка становить 121 амінокислот, а молекулярна маса — 12 324.
| 10         |  | 20         |  | 30         |  | 40         |  | 50         |
| ---------- |  | ---------- |  | ---------- |  | ---------- |  | ---------- |
| MASCSTSGTC |  | GSSCCQPSCC |  | ETSCCQPSCC |  | QTSSCGTGCG |  | IGGGIGYGQE |
| GSGGSVSTRI |  | RWCHPDCHVE |  | GTCLPPCYLV |  | SCTPPSCCQL |  | HHAEASCCRP |
| SYCGQSCCRP |  | ACCCHCCEPT |  | C          |  |            |  |            |

A: Аланін

C: Цистеїн

D: Аспарагінова кислота

E: Глутамінова кислота

G: Гліцин

H: Гістидин

I: Ізолейцин

L: Лейцин

M: Метіонін

P: Пролін

Q: Глутамін

R: Аргінін

S: Серин

T: Треонін

V: Валін

W: Триптофан